# Achozen
Achozen (uttal: [UH-choh-zen], som "a chosen") ibland stavat AcHoZeN, är ett experimentellt hiphopband från Los Angeles, USA. Bandet består av medlemmarna Shavo Odadjian, RZA, Kinetic 9 och Reverend William Burke och grundades 2005. Namnet Achozen kommer från meningen: "Many will come, but only a few are a-chosen". De tillhör managementbolaget Velvet Hammer Music and Management Group. Odadjian har sagt att Achozen är mer än ett band utan att det är en musikalisk revolution, ett sätt att tänka på. De höll sin första konsert på Key Club i Los Angeles den 1 december 2006 och deras låt "Deuces" (som släpptes den 22 april 2008) hörs i filmen Babylon A.D. som lanserades i augusti 2008. Achozens andra låt "Salute/Sacrifice" släpptes den 13 november 2009 via urSESSION. I juli 2015 lanserades åtta låtar via Boombotix Boombot Pro och RZA har sagt att det är möjligt att kalla denna lansering för Achozens debutalbum även om gruppen själva har 12–15 låtar till som de planerar att släppa i framtiden.